# Puerta del Monte
Puerta del Monte är en ort i Mexiko.   Den ligger i kommunen Celaya och delstaten Guanajuato, i den centrala delen av landet, 220 km nordväst om huvudstaden Mexico City. Puerta del Monte ligger 1 752 meter över havet och antalet invånare är 959.
Terrängen runt Puerta del Monte är en högslätt. Runt Puerta del Monte är det tätbefolkat, med 881 invånare per kvadratkilometer. Närmaste större samhälle är Celaya, 8,5 km sydost om Puerta del Monte. Trakten runt Puerta del Monte består till största delen av jordbruksmark.